# Дельта-Амакуро
Дельта-Амакуро (ісп. Delta Amacuro) — один з 23 штатів Венесуели, розташований на північному сході країни. Адміністративний центр — місто Тукупіта. Середньорічна температура становить 26,7 °C. Кількість опадів між 900 і 2500 мм на рік.

## Муніципалітет
Штат Дельта-Амакуро ділиться на 4 муніципалітети, які у сумі складаються з 22 районів (parroquias).
| № | Муніципалітет               | Адміністративний центр          | Площа, (км²) | Населення, осіб (2001) | Карта |
| - | --------------------------- | ------------------------------- | ------------ | ---------------------- | ----- |
| 1 | Антоніо-Діас (Antonio Díaz) | Куріапо (Curiapo)               | 22 746,49    | 19 308                 |       |
| 2 | Касакоіма (Casacoima)       | Сьєрра-Іматака (Sierra Imataca) | 2 920,69     | 29 200                 |       |
| 3 | Педерналес (Pedernales)     | Педерналес (Pedernales)         | 3 537        | 6 990                  |       |
| 4 | Тукупіта (Tucupita)         | Тукупіта (Tucupita)             | 10 996       | 72 856                 |       |